# Crackerjack 3
Crackerjack 3 è un film statunitense del 2000 diretto da Lloyd A. Simandl. È l'ultimo film della saga Crackerjack cominciata con Furia esplosiva del 1994 e seguito da Un treno verso l'ignoto del 1997. Il film non ha nessun collegamento con gli altri due film.

## Trama
L'agente della CIA, Jack Thorn è stato cacciato e sostituito da un tale chiamato Marcus Clay che sta pianificando un intrigo internazionale per vendere allo scoperto i mercati, includendo un complotto esplosivo in concomitanza con una riunione delle Nazioni Unite in Europa. Thorn, insieme ad alcuni dei suoi ex compagni entra in azione, acquistano un jet e poi entrano sotto copertura per cercare di prevenire l'attacco terroristico.